# Grava kyrka
Grava kyrka är församlingskyrka som tillhör Grava församling i Karlstads stift. Den ligger en liten bit från Klarälvens västra strand strax norr om Skåre norr om Karlstad i Värmland. Grava kyrka är den enda kyrkan inom Svenska kyrkan i församlingen, en kyrka som hör till Svenska Missionskyrkan finns dock i tätorten Skåres centrum.

## Historia
Grava hade under tidig medeltid troligen en mindre träkyrka, belägen strax norr om den nuvarande.
En liten rektangulär kyrka av sten som ingår i den nuvarande finns dokumenterad på den nuvarande kyrkans plats redan 1635. Denna stenkyrka kan dock härstamma från början av 1600-talet. Dokumentationen från 1635 (som dock saknas från tidigare år) är dock den första skriftliga noteringen om kyrkan i sockenstämmoprotokoll och andra handlingar. Dessa handlingar gäller en ombyggnad av kyrkan år 1635. År 1645 byggdes ett torn till och kyrkan förlängdes, 1661 restes en tornspira och 1684 tillbyggdes en korsarm i söder. Kyrkan var efter denna tillbyggnad trearmad. 1773 beslöt man att bygga den norra korsarmen, varvid kyrkan fick sin slutliga planform som korskyrka. Ritningarna till denna tillbyggnad upprättades troligen av Christian Haller, känd som byggmästare av den närbelägna domkyrkan i Karlstad.
År 1862 förändrades tornet och fick sitt nuvarande utseende. Efter detta år har kyrkans yttre inte förändrats. Kyrkan är försedd med tre läktare, i respektive södra och norra korsarmarna tillsammans med orgelläktaren i väster. Tidigare fanns också en herrskapsläktare ovanför och bakom altaret.
Kyrkan har renoverats i olika omgångar, senast åren 1998 - 2000. Kyrkan är uppskattad som dop- och vigselkyrka, även av människor utanför församlingen. Det finns både gamla och nya inventarier i kyrkan.